# Есть такой парень
«Есть такой парень» — советский художественный фильм, снятый в 1956 году на Киевской киностудии художественных фильмов режиссёром В. Ивченко.
Премьера фильма состоялась 26 июля 1956 года.

## Сюжет
Фильм снят по мотивам романа Александра Андреева «Широкое течение».
Молодой рабочий автомобилестроительного завода Антон Карнилин из-за любовных неурядиц с дочерью начальника завода Люсей не выполняет производственный план, ссорится с друзьями, начинает выпивать. Ему на помощь приходят бригадир и его приёмная дочь Татьяна Оленина, инженер-конструктор завода. Карнилин поступает в вечернюю школу, создаёт собственную бригаду и вскоре становится передовиком труда. Их дружеские отношения с Татьяной перерастают в романтические. Тем временем Люся проваливает экзамены в институт и тоже приходит работать на завод. Она устраивается контролёром в бригаду Карнилина и тщетно пытается вернуть его расположение.

## В ролях
- Альфред Шестопалов — Антон Карнилин,
- Владимир Васильев — Гришоня Курёнков,
- Николай Гринько — Сарафанов,
- Олег Голубицкий — Безводов,
- Алексей Бахарь — Олег Дарьин,
- Нина Крачковская — Люся,
- Наталья Фатеева — Таня,
- Николай Бармин — Фирсонов,
- Александр Смирнов — Семиёнов
- Константин Музыченко — Полутенин
- Домиан Козачковский — Самылкин
- Пётр Масоха — Костромин
- Елизавета Кузюрина — Надежда Павловна
- Екатерина Литвиненко — Елизавета Дмитриевна
- В эпизодах — В. Ашаров, А. Сова, С. Карамаш

## Съёмочная группа
- режиссёр — Виктор Ивченко
- сценарист — Александр Андреев
- художники — Максим Липкин
- оператор — Сергей Ревенко
- композитор — Аркадий Филиппенко